# سیارک ۸۹۴۷
سیارک ۸۹۴۷ (به انگلیسی: 8947 Mizutani، نامگذاری:1997CH26) هشت هزار و نهصد و چهل و هفتمین سیارک کشف شده‌است که در ۱۴ فوریه ۱۹۹۷ کشف شد.
قدر مطلق سیارک برابر ۲۵.۷ است.